# Darko Nejašmić
Darko Nejašmić (Split, 25. siječnja 1999.) hrvatski je nogometaš koji igra na poziciji veznog. Trenutačno igra za Sharjah iz UAE-a.

## Klupska karijera
Igrao u splitskom Adriaticu, pa u splitskom Hajduku u koji je prešao još kao junior.

## Reprezentativna karijera
Igrao za hrvatske mlade reprezentacije. Prvu utakmicu za Hrvatsku zaigrao je u reprezentaciji do 19 godina. Bila je to prijateljska utakmica protiv Italije 9. kolovoza 2017. U kvalifikacijskoj utakmici za EP 2018. u istoj dobnoj kategoriji postigao je svoj prvi pogodak za Hrvatsku, 8. studenoga 2017. protiv San Marina.